# 月刊ガンガンWING
『月刊ガンガンWING』（げっかんガンガンウイング）は、スクウェア・エニックスが2009年まで発行していた日本の月刊少年漫画雑誌。毎月26日発売。

## 概要
前身は1992年4月に創刊した『月刊少年ガンガン』の季刊増刊誌『フレッシュガンガン』。同誌は1996年に『ガンガンWING』へと誌名変更し、1998年5月に隔月刊化（奇数月26日発売）。1999年5月に『隔月刊ガンガンWING』（奇数月26日発売）へ誌名変更・独立創刊した後、2001年1月より姉妹誌『月刊ステンシル』と共に月刊誌となる。しかし同年秋、いわゆるエニックスお家騒動が勃発、「まほらば」「ハイパーレストラン」「ワンダフルワールド」の3作品のみを残して連載作品の8割が一気に終了するという事態に陥る。
2009年2月26日発売の4月号で「5月号を以てガンガンウイングとしての発行を終了し『月刊ガンガンJOKER』として生まれ変わる」ことが発表され、本誌で連載されていた作品の一部は4月23日創刊のガンガンJOKERやウェブコミック誌『ガンガンONLINE』へ移籍した。
新人を発掘する手段として、ガンガンウイング天の翼賞という賞を設けていた。また、2000年から2002年まで『ガンガンWING小説大賞「活字やろうぜ。」』を5回にわたり開催。オリジナルストーリー部門以外に外伝作品部門・漫画原作部門の3部門が設けられたが、入選者は第1回にオリジナルストーリー部門で1名（横井哲正「夢見が丘」）が出たのみで、第2回以降は入選者が出ないまま廃止された。この流れを受けて、2004年より募集が開始されたスクウェア・エニックス小説大賞受賞作の漫画連載を行っていた。
アニメ化された連載作品には「まほらば」（2005年放送、タイトルは「まほらば〜Heartful days」）・「瀬戸の花嫁」（2007年放送）・「夏のあらし!」（2009年放送）がある。

## 歴代編集長
- 初代：保坂嘉弘（現マッグガーデン社長、『月刊少年ガンガン』初代編集長）
- 第2代：宮本幸則（『月刊コミックブレイド』初代編集長）
- 第3代：窪田健一（『月刊ガンガンJOKER』初代編集長）

## 連載作品
★印の付いているものはエニックスお家騒動時に終了した作品である。このうち冬季ねあを除くすべての作者がマッグガーデンに移籍した。
- Ark（冬季ねあ）
- ARTIFACT;RED（木村太彦） - 『月刊少年ガンガン』から移籍
- 偶像遊戯（アイドルゲーム）（柚弦）
- あおいろ家族（敷誠一）
- 悪魔狩り 〜冠翼の聖天使篇〜（戸土野正内郎）★
- アリスのお茶会（大川マキナ）
- イグナイト（ひいろ莎々）
- ヴァンパイア セイヴァー 〜魂の迷い子〜（東まゆみ）★
- ヴァルキリープロファイル THE DARK ALCHEMIST（藍山恵）
- ヴィオラ（夏目わらび）
- 英雄ノススメ（宮条カルナ）
- Angel Dust（喜名朝飛）
- 機工魔術士-enchanter-（河内和泉）
- 機工魔術士-enchanter- SEQUEL（河内和泉）
- おとして↓アプリガール（望月菓子）
- 陽炎ノスタルジア（久保聡美）★
- 彼女のまにまに（臣士れい）
- KAMUI（七海慎吾） - 『月刊ステンシル』から移籍
- 湾岸二課 ガルフトリガー（藤川祐華） ※最終話のみ『ガンガンONLINE』掲載
- がんばらなくっチャ!（仲尾ひとみ）
- 幻想世界魔法烈伝 WIZバスター（原作:岡田芽武 作画:てんま乱丸）
- 御意見無用っ!!（よしむらなつき） - 『月刊少年ギャグ王』から移籍 ★
- 今印（今豊太郎）
- 賽ドリル（河内和泉）
- 常習盗賊改め方 ひなぎく見参!（桜野みねね）★
- ショショリカ（上杉匠）
- JINKI（綱島志朗）★
- JINX（冬季ねあ）
- スタンプ・デッド（作:はむばね 画:桑里虎助 メインキャラクタービジュアルデザイン:稀捺かのと）
- スパイラル・アライヴ（作:城平京 画:水野英多） - 『月刊少年ガンガン』に移籍
- 生体融結バイオガーダー（増田晴彦）
- 絶対セカイの黒い虎 realtime★classic（日本橋恵太朗）
- セツリ SINNER'S AMBITION（浅井蓮次）
- そらのひとひら（野々原ちき） ※2005年1月号より休載、未完
- タクティクスオウガ（松葉博）★
- TWIN SIGNAL外伝 呪われし電脳神（大清水さち）
- dear（藤原ここあ）
- D線上のアリス（伊原士郎）
- テイルズ オブ エターニア（小池陽子）
- 天眷御伽草子（冬季ねあ）
- 天正やおよろず（稀捺かのと）
- 天馬の風（松葉博）
- 東京魔人學園外法帖（喜名朝飛）
- 東京魔人學園剣風帖（喜名朝飛）
- 東京魔人學園剣風帖 龖（佐倉諒）
- トリッキーズ（新井さち）
- ナイトメア☆チルドレン（藤野もやむ）★
- 中村工房（中村光）
- ネクロマンシア（はましん）
- ネバー☆ネイバー（ととねみぎ）
- ハイパーレストラン（たかなし霧香） - 『月刊少年ギャグ王』から移籍
- PANGAEA（パンゲア）（浅野りん）★
- ひぐらしのなく頃に 綿流し編（原作・監修:竜騎士07 作画:方條ゆとり）
- ひぐらしのなく頃に解 目明し編（原作・監修:竜騎士07 作画:方條ゆとり）
- BEHIND MASTER（坂本あきら）
- 姫様忍法帳 天下☆無双（佐々木あかね）
- ファイアーエムブレム -光をつぐもの-（冬季ねあ）★
- Fiss（作:冬瀬まのと 画:北川尭史 メインキャラクタービジュアルデザイン:小島あきら）
- プチプチ（臣士れい）
- 兄弟-BROTHERS-（成瀬芳貴）
- Bless The Blood (CHIHIRO)
- HELL HOUND（長友良充）
- まいんどりーむ（藤野もやむ）
- まじぴこる（稀捺かのと）
- 磨道（原作:パーダ 作画:五十嵐洋平）
- マビノ×スタイル（ひいろ莎々）
- まほらば（小島あきら）
- 迷想区閾（方條ゆとり）
- ライフ・エラーズ（綱島志朗）
- 『ラジアータ ストーリーズ ザ ソング オブ リドリー[RADEATASTORIES The Song of RIDLEY]』（宮条カルナ）
- リアリスの私写真（和泉なぎさ）
- ロビング・スコンク大逆転!（たかなし霧香）
- ワールドエンド・フェアリーテイル（箱田真紀）★
- ワイルドアームズ ザ フォースデトネイター (CHIHIRO)
- わたしの狼さん。（藤原ここあ）
- 私の狼さん。THE OTHER SIDE OF LYCANTHROPE（藤原ここあ）
- WARASIBE（松葉サトル）
- ワンダフルワールド（たかなし霧香）

### ガンガンJOKERへ移籍
- 瀬戸の花嫁（木村太彦） ※休載のまま移籍、2010年6月号より再開
- 戦國ストレイズ（七海慎吾）
- 夏のあらし!（小林尽）

### ガンガンONLINEへ移籍
- アホリズム（宮条カルナ）
- ちょこっとヒメ（カザマアヤミ）
- 東京★イノセント（鳴見なる）

## アニメ化作品
| 作品                  | 放送年                         | アニメーション制作 | 備考     |
| --------------------- | ------------------------------ | ------------------ | -------- |
| ナイトメア☆チルドレン | 2001年（OVA）                  | 東京キッズ         | [ 注 1 ] |
| まほらば              | 2005年（テレビアニメ）         | J.C.STAFF          | [ 注 2 ] |
| 瀬戸の花嫁            | 2007年（テレビアニメ）         | GONZO×AIC          | [ 注 3 ] |
| 瀬戸の花嫁            | 2008年 （OVA1巻）              | GONZO×AIC          | [ 注 3 ] |
| 瀬戸の花嫁            | 2009年（OVA2巻）               | GONZO×AIC          | [ 注 3 ] |
| 夏のあらし!           | 2009年（テレビアニメ1期・2期） | シャフト           | [ 注 4 ] |

## ガンガンウイングコミックス
ガンガンウイングコミックスは『月刊ガンガンウイング』に掲載された作品を主に収録する漫画単行本レーベル。1999年2月創刊、2009年7月刊行のタイトルを以てレーベル廃止。略称は「GWC」。
原則としてB6判だが「御意見無用っ!!」（よしむらなつき）など掲載誌の移行に合わせてGag-Oh! コミックスからレーベルが変更された新書判のタイトルもある。2001年のエニックスお家騒動で連載作品の大半を失って以降、しばらく新書判のタイトルは刊行されていなかったが2007年2月に第1巻が発売された「夏のあらし!」（小林尽）が久々に新書判での刊行となった。
本レーベルより刊行されていた作品でJOKERやONLINEへ移籍した作品は、大半が途中の巻より移籍先のレーベルに変更されて刊行を継続している。

### ガンガンWINGコミックススペシャル
当初は月刊Gファンタジー編集部のスーパーコミック劇場と同様、コンピュータゲームを題材にしたA5判のアンソロジー集で「Kanon」「テイルズ オブ エターニア」「スターオーシャン ブルースフィア」などが刊行されたが、2005年頃からは主として連載作品のファンブック（原則としてB6判）に使用された。